# 카운터피터
《카운터피터》(영어: The Counterfeiter)은 2007년에 개봉한 독일의 영화이다.

## 줄거리
영화는 제2차 세계 대전이 끝난 직후, 한 남자가 몬테카를로에 도착하는 것으로 시작한다. 값비싼 호텔에 체크인하고 현금으로 지불한 그는 몬테카를로의 화려한 생활을 만끽하며 카지노에서 도박에 성공하고 아름다운 프랑스 여성의 시선을 사로잡는다. 나중에 그녀는 그의 팔에서 문신된 숫자를 발견하고 그가 나치 강제 수용소의 생존자임을 알게 된다.
영화는 1936년 베를린으로 거슬러 올라가는데, 그 남자인 살로몬 소로비치는 통화와 여권을 성공적으로 위조하는 위조범으로 밝혀진다. 경찰에 체포된 그는 처음에는 노동 수용소, 그 다음에는 린츠 근처의 마우트하우젠 강제 수용소에 투옥된다. 수용소에서 자신을 보호하고 미미한 편의를 확보하기 위해 그는 위조 기술을 초상화에 사용하여 경비병들의 관심을 끌고, 경비병들은 추가 식량 배급을 대가로 자신과 가족을 그려달라고 의뢰한다.
소로비치의 재능은 더 넓은 주목을 받게 되고, 그는 강제 수용소에서 이송된다. 베를린에서 자신을 체포했던 경찰관 앞에 끌려간 그는 예술 또는 인쇄 재능이 있는 다른 수감자들과 함께 작센하우젠 강제 수용소의 위조 전담 특별 부서에서 일하게 된다. 위조범들은 비교적 인도적인 환경에서 편안한 침대, 화장실, 충분한 음식을 제공받지만, 경비병들은 계속해서 그들을 잔인하게 대하고 모욕한다. 그의 동료 수감자들은 유대인 은행 지배인부터 정치 선동가에 이르기까지 다양한 배경을 가지고 있으며, 일부는 절멸 수용소를 피하기 위해 나치에 협력하는 것에 만족하지만, 다른 이들은 그들의 노력을 독일 전쟁 노력을 지원하는 것으로 본다.
처음에는 자기 보존이 소로비치를 이끄는 것처럼 보였지만, 나치를 위해 위조하는 그의 동기는 동료 수감자들에 대한 그의 커져가는 염려, 나치에 대한 광범위한 전쟁에서의 그들의 역할에 대한 그의 인식, 그리고 이전에 위조할 수 없었던 통화인 미국 달러를 위조하는 것에 대한 그의 직업적 자부심으로 인해 복잡해진다.
소로비치는 나치의 진전 요구, 동료 위조범들의 작전 사보타주 결심, 그리고 동료 수감자들에 대한 그의 충성심 사이에서 고군분투한다. 수감자들은 성공적으로 파운드 스털링을 위조하지만, 미국 달러의 위조는 의도적으로 지연시킨다. 점차적으로 수감자들은 전쟁이 나치에게 불리하게 돌아섰다는 미미한 증거들을 포착한다. 어느 날 수용소 경비병들은 인쇄기를 해체하여 옮길 것이라고 갑자기 발표하고, 이는 위조범들이 마침내 죽임을 당할 것이라는 두려움을 갖게 한다. 그들에게 아무 일도 일어나기 전에 독일 경비병들은 붉은 군대가 오기 전에 수용소를 도주한다. 수용소 다른 곳의 굶주린 수감자들은 압수한 무기로 무장하여 위조범들이 상대적으로 호화롭게 수용되었던 건물을 점령하고 침입한다. 봉기자들이 잘 먹은 인쇄공들의 죄수 문신을 보기 전까지는 그들을 SS 장교로 여기고 총살하겠다고 위협한다. 위조범들은 반쯤 죽은 수감자들에게 자신들의 위조 행위에 대해 설명해야 한다.
영화는 전후 몬테카를로로 돌아가는데, 소로비치는 나치를 위해 위조한 통화로 살고 있는 현재의 삶에 혐오감을 느끼는 듯 의도적으로 모든 돈을 도박으로 탕진한다. 나중에 해변에 혼자 앉아 있는데, 프랑스 여성이 테이블에서의 그의 재앙적인 손실을 걱정하며 그에게 다가온다. 해변에서 천천히 함께 춤을 추며 그녀는 그가 잃은 돈에 대해 계속 언급하고, 그는 웃으며 "우리는 항상 더 만들 수 있어"라고 대답한다.

## 한국판 성우진(KBS) (2010년 3월 5일)
- 오세홍 - 살로몬 소로비치(칼 마르코비츠)
- 박상일 - 한(틸로 프룩크너)
- 온영삼 - 악제(베이트 스투브너)
- 김정호 - 클링어(어거스트 지르너)
- 유해무 - 헤어조크(데비드 슈트리조)
- 문관일 - 홀스트(마틴 브람바흐)
- 양석정 - 부르거(오거스트 딜)
- 최정호 - 질린스키(안드레아스 슈미트)
- 홍진욱 - 콜랴(세바스티안 우르젠도프스키)
- 곽윤상 - 로섹(렌 쿠드랴비츠키)
- 이채정 - 아글레이아(마리 바우머)
- 김석환 - 구스타프(마티아스 룬)
- 김희진 - 그레테(힐레 베슬러)

### KBS판 스태프
- 녹음 - 홍유선
- 그래픽 - 권미정
- 편집 - 성수현
- 번역 - 최성연
- 연출 - 이재길
- 우리말제작 - KBS 미디어